# Les Lauriers roses
Les Lauriers roses est un groupe de musique et de danse traditionnel créole guyanais. C’est le plus ancien groupe de Guyane, toujours en activité.